# Sigita Kriaučiūnienė
Sigita Kriaučiūnienė es una deportista lituana que compitió en atletismo adaptado. Ganó cuatro medallas en los Juegos Paralímpicos de Barcelona 1992.

## Palmarés internacional
| Juegos Paralímpicos | Juegos Paralímpicos | Juegos Paralímpicos | Juegos Paralímpicos |
| Año                 | Lugar               | Medalla             | Prueba              |
| ------------------- | ------------------- | ------------------- | ------------------- |
| 1992                | Barcelona (España)  | Medalla de plata    | 800 m B1            |
| 1992                | Barcelona (España)  | Medalla de plata    | 1500 m B1           |
| 1992                | Barcelona (España)  | Medalla de plata    | 3000 m B1           |
| 1992                | Barcelona (España)  | Medalla de bronce   | 400 m B1            |